# Desa Kertamukti (administrativ by i Indonesien, lat -6,74, long 107,86)
Desa Kertamukti är en administrativ by i Indonesien.   Den ligger i provinsen Jawa Barat, i den västra delen av landet, 130 km sydost om huvudstaden Jakarta.